# Clepsis chishimana
Clepsis chishimana es una especie de polilla del género Clepsis, categorizada en la tribu Archipini, de la subfamilia Tortricinae.

## Distribución
Se distribuye por Rusia.

## Taxonomía
Fue descrita por Oku en 1965 y publicada en (Clepsis), Konty 33: 452.